# Bimatoprosta
Bimatoprosta, de nomes comerciais Lumigan e Latissse, é um fármaco utilizado no redução da pressão intraocular. Ele aumenta  a quantidade de saída de humor aquoso, reduzindo a pressão ocular. É indicado no tratamento do glaucoma. Também é usado para crescimento dos cílios.

## Precauções
- Crescimento e mudança de coloração das pestanas.

## Cosmética
Em 2008, a Allergan obteve autorização do FDA, para produzir a solução oftálmica de bimatoprosta 0,03%, para tratamento de hipotricose.